# Mike Starr (músico)
Michael "Mike" Christopher Starr (Honolulu, 4 de abril de 1966 — Salt Lake City, 8 de março de 2011) foi um músico estadunidense, baixista original do Alice in Chains a partir da formação do grupo em 1987 até 1993. Participou dos álbuns Facelift, Sap e Dirt, e deixou a banda no meio da turnê de Dirt.
De acordo com informações divulgadas, a saída de Mike Starr do Alice in Chains foi amigável, e foi devido aos rigores de turnês constantes e o desejo de passar mais tempo com sua família. Houve muitos rumores da "real" razão pela qual ele saiu, incluindo uso de drogas, venda de bootlegs, ou que o resto da banda simplesmente ficou enjoado dele. Nenhum desses rumores foram substanciados.
Ele foi mais comumente visto tocando diversas variações de um baixo Spector NS-2.
Ele mais tarde tocou baixo para a banda Sun Red Sun, que contava com o falecido Ray Gillen e Bobby Rondinelli, ambos ex-integrantes do Black Sabbath.
Após o fim de suas duas bandas, Mike Starr ganhou exposição exclusivamente por conta de seus envolvimentos com a polícia, a partir de atos de vandalismo como a destruição sem razão aparente de um carro estacionado numa rua de Seattle, porte de drogas, roubo de uma mala no aeroporto de Houston (o que, junto ao porte de drogas, o fez ficar 30 dias na cadeia da cidade, em 1994) e por dirigir bêbado.
Em 2001, lançou o livro Unchained: The Story Of Mike Starr And His Rise And Fall In Alice In Chains, em que abordava os anos que passou tocando com o Alice In Chains e onde teceu críticas severas a Jerry Cantrell, guitarrista da banda.
Mike Starr fez parte da temporada 2010 de Celebrity Rehab with Dr. Drew, um reality show que exibiu as experiências de celebridades em um centro de reabilitação.
Starr foi encontrado morto em sua residência, informação foi confirmada ao site TMZ pela polícia de Salt Lake City, nos Estados Unidos. O pai do músico também confirmou a morte, que classificou como "um choque e uma tragédia terrível". Salt Lake City no dia 8 de março de 2011.
Segundo declaração do colega de apartamento de Starr, o baixista estava "misturando" metadona, medicamento da família do ópio muito utilizado em tratamentos de dependentes de heroína, com medicamentos para ansiedade na segunda-feira, horas antes de sua morte.
Há algum tempo Mike Starr lutava contra o vício e estava fazendo tratamento com metadona. Em Fevereiro de 2011, foi preso por portar remédios controlados sem receita médica, no caso oantidepressivos  e o analgésico Opana. Desde então tomava também medicamentos para ansiedade, para amenizar sua situação desde a prisão.
"Mike era uma ótima pessoa e estava lutando para ficar sóbrio...  Sentirei muita falta dele", declarou o amigo que não se identificou à imprensa.

## Discografia

### Com Alice In Chains
- Facelift (1990)
- Sap  (1991)
- Dirt (1992)

### Com Sun Red Sun
- Sun Red Sun (1993)